# Muriel Wimmer

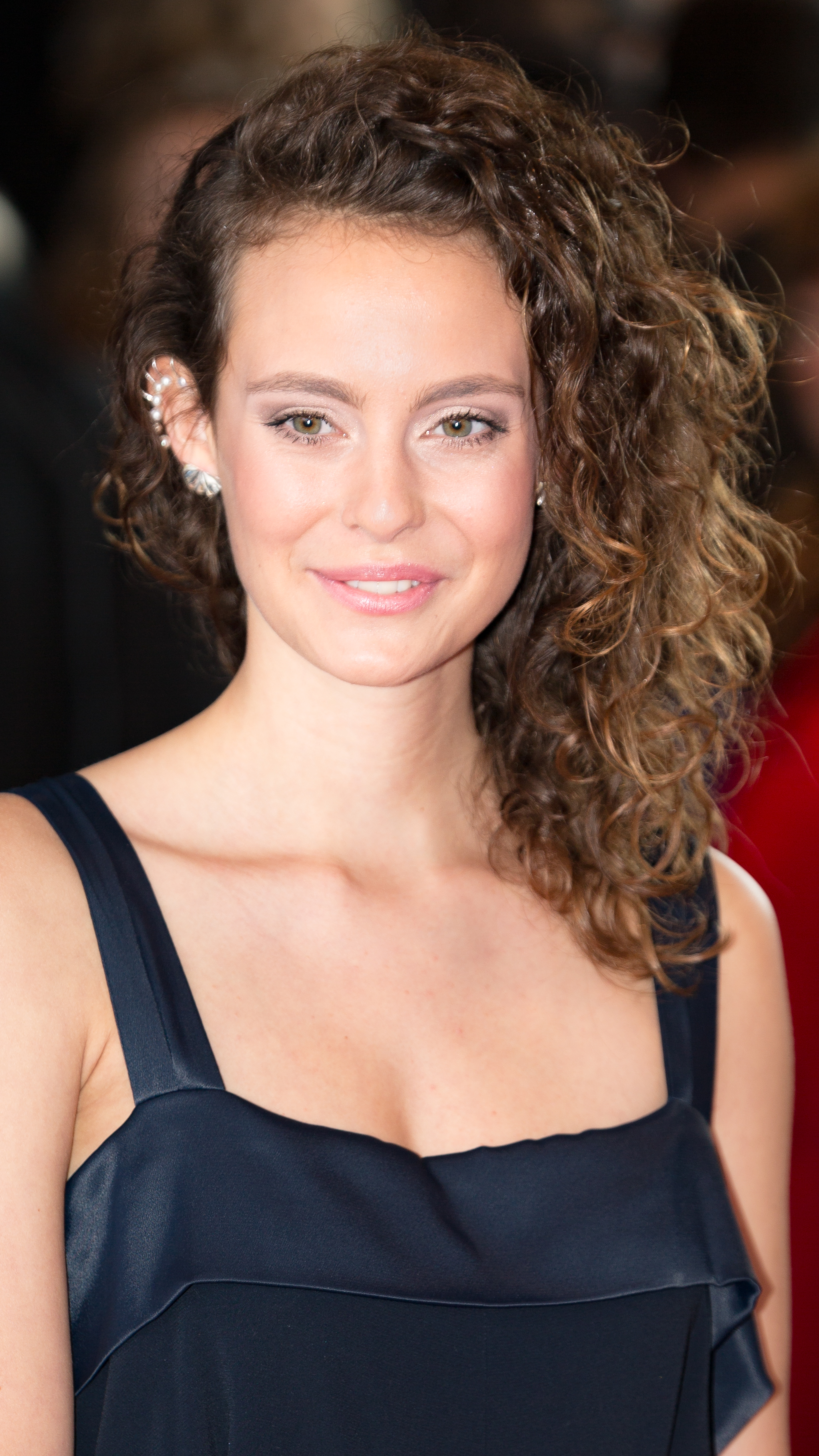
Muriel Wimmer auf der Berlinale 2017

Muriel Wimmer (* August 1994) ist eine deutsche Schauspielerin.

## Leben
Muriel Wimmer spielte 2008 ihre erste Rolle in der Fernsehserie KDD – Kriminaldauerdienst. Es folgten Auftritte in der Fernsehreihe Tatort mit Klaus J. Behrendt und Dietmar Bär und dem Dokudrama Die Kinder von Blankenese. Im Jahr 2012 war sie in dem Spielfilm Little Thirteen in der Figur der Sarah und 2013 in dem Filmdrama Spieltrieb von Gregor Schnitzler mit Maximilian Brückner, Richy Müller und Ulrike Folkerts als Prinzessin Joe zu sehen. In der Fernsehreihe Schimanski verkörperte sie in der Folge Loverboy die 14-jährige Jessica Pollack. Unter der Regie von Kaspar Heidelbach spielten neben ihr Götz George, Denise Virieux, Chiem van Houweninge und Vladimir Burlakov. In dem Zweiteiler Die Pilgerin von Philipp Kadelbach mit Josefine Preuß, Friedrich von Thun und Jacob Matschenz stellte sie 2014 die Rolle der Radegund Gürtler dar.
Sie erhielt im Jahr 2012 eine Nominierung für den Förderpreis Neues Deutsches Kino und 2013 für den Jupiter Award jeweils im Bereich Schauspiel.
Muriel Wimmer lebt in Berlin, wo sie 2013 die Abiturprüfung ablegte.

## Filmografie
- 2008: KDD – Kriminaldauerdienst – Am Abgrund (Fernsehserie)
- 2008: Tatort – Brandmal (Fernsehreihe)
- 2010: Rosannas Tochter (Fernsehfilm)
- 2010: Die Kinder von Blankenese (Dokudrama)
- 2012: Little Thirteen
- 2013: Polizeiruf 110 – Laufsteg in den Tod (Fernsehreihe)
- 2013: Spieltrieb
- 2013: Schimanski – Loverboy (Fernsehreihe)
- 2014: Die Pilgerin (zweiteiliger Fernsehfilm)
- 2014: Die Chefin – Landlust (Fernsehserie)
- 2014: Das Lächeln der Frauen (Fernsehfilm)
- 2015: Die Himmelsleiter (zweiteiliger Fernsehfilm)
- 2015: Die Mutter des Mörders (Fernsehfilm)
- 2015: Tatort – Spielverderber
- 2016: Die 7. Stunde (Fernsehfilm)
- 2016: Die Kinder der Villa Emma (Fernsehfilm)
- 2016: Alarm für Cobra 11 – Die Autobahnpolizei – Der Ernst des Lebens (Fernsehserie)
- 2017: Der gleiche Himmel (dreiteiliger Fernsehfilm)
- 2018: Der Taunuskrimi – Im Wald (Zweiteiler, Fernsehreihe)
- 2018: Lifelines – L wie Liebe (Fernsehserie)
- 2018: Endzeit
- 2019: Der vierte Mann (Serien-Special von SOKO Donau mit SOKO Leipzig)
- 2020: Käthe und ich: Zurück ins Leben
- 2021: Mein Sohn
- 2021: SOKO Potsdam: Die Kandidatin (Fernsehserie)
- 2023: Tatort – Was ihr nicht seht